# عضرفوط (جنس)
العَضْرَفُوط (الجمع: عَضارِف وعَضْرَفوطات) أو أم حُبَيْن (الجمع: بنات حُبَيْن) أو الحُبَيْنة أو قاضي الجبل أو الحرذون أو الحَرْدون أو الحِرضَون هو جنس من السحالي صغيرة إلى متوسطة الحجم، طويلة الذيل، آكلة الحشرات من سحالي العالم القديم. يضم جنس العضرفوط 37 نوعًا ويزيد، في إفريقيا وخاصة إفريقيا جنوب الصحراء الكبرى حيث معظم المناطق موطن لنوع واحد على الأقل. تختلف الأنواع في الحجم، حيث يراوح طولها من قرابة 12 إلى 30 سم عند نموها بالكامل. من أشهر الأنواع المعروفة هو العضرفوط الشائع.